# Джушкан (Марказі)
Джушкан (перс. جوشقان) — село в Ірані, у дегестані Кугпає, у бахші Новбаран, шагрестані Саве остану Марказі. За даними перепису 2006 року, його населення становило 366 осіб, що проживали у складі 142 сімей.

## Клімат
Середня річна температура становить 11,32 °C, середня максимальна – 30,88 °C, а середня мінімальна – -10,76 °C. Середня річна кількість опадів – 263 мм.
| Клімат поселення                              | Клімат поселення | Клімат поселення | Клімат поселення | Клімат поселення | Клімат поселення | Клімат поселення | Клімат поселення | Клімат поселення | Клімат поселення | Клімат поселення | Клімат поселення | Клімат поселення | Клімат поселення |
| Показник                                      | Січ.             | Лют.             | Бер.             | Квіт.            | Трав.            | Черв.            | Лип.             | Серп.            | Вер.             | Жовт.            | Лист.            | Груд.            |                  |
| Середній максимум, °C                         | 5,37             | 6,82             | 12,19            | 18,30            | 23,08            | 29,04            | 30,88            | 30,58            | 25,87            | 19,60            | 12,79            | 6,96             |                  |
| Середня температура, °C                       | −2,7             | −1,26            | 4,11             | 10,20            | 15,01            | 20,97            | 24,68            | 24,36            | 19,66            | 13,40            | 6,59             | 0,75             |                  |
| Середній мінімум, °C                          | −10,76           | −9,33            | −3,96            | 2,14             | 6,94             | 12,90            | 18,48            | 18,15            | 13,45            | 7,17             | 0,37             | −5,46            |                  |
| Норма опадів, мм                              | 35               | 35               | 47               | 39               | 32               | 5                | 1                | 1                | 0                | 11               | 22               | 35               |                  |
| Середньомісячна швидкість вітру, м/с          | 1.96             | 2.42             | 3.10             | 3.18             | 2.69             | 2.52             | 2.59             | 2.44             | 2.23             | 2.20             | 1.78             | 1.98             |                  |
| Середньомісячна сонячна радіація, кДж/м²·день | 8640             | 11535            | 14229            | 17854            | 21932            | 26525            | 25958            | 23663            | 20211            | 14675            | 10546            | 8435             |                  |
| --------------------------------------------- | ---------------- | ---------------- | ---------------- | ---------------- | ---------------- | ---------------- | ---------------- | ---------------- | ---------------- | ---------------- | ---------------- | ---------------- | ---------------- |
| Джерело:                                      |                  |                  |                  |                  |                  |                  |                  |                  |                  |                  |                  |                  |                  |